# Кадамов
Када́мов — хутор в Чертковском районе Ростовской области.
Входит в состав Щедровского сельского поселения.

## Население
| 2010 |
| ---- |
| 81   |

## Улицы
На хуторе имеются две улицы — Лесная и Степная.